# Montauban-de-Picardie
Montauban-de-Picardie település Franciaországban, Somme megyében. Lakosainak száma 216 fő (2022. január 1.). Montauban-de-Picardie Maricourt, Bazentin, Hardecourt-aux-Bois, Longueval és Carnoy-Mametz községekkel határos.

## Népesség
A település népességének változása:
| Lakosok száma | 244  | 237  | 227  | 214  | 212  | 214  | 214  | 215  | 216  |
|               | 2013 | 2015 | 2016 | 2017 | 2018 | 2019 | 2020 | 2021 | 2022 |